# Hans Sloane
Sir Hans Sloane, 1st Baronet, Membre i president de la Royal Society (Killyleagh, Irlanda, 16 d'abril de 1660 – Chelsea, 11 de gener de 1753) va ser un metge, botànic i col·leccionista originari d'Irlanda del Nord (irlandès-escocès) les seves col·leccions originaren el Museu Britànic.

## Biografia
El pare de Hans Sloane era el cap de la colònia escocesa que va posar el rei Jaume I a Irlanda. De jove, Hans ja coleccionava objectes d'història natural i altres curiositats. Estudià quatre anys de medicina a Londres però s'interessà per la botànica i la farmàcia. Les seves col·leccions van ser útils per John Ray i Robert Boyle. Viatjà a França i es va llicenciar en medicina a la Universitat d'Orange el 1683. El 1687 va anar a Jamaica, durant quinze mesos, com a metge del Duc d'Albemarle on va fer observacions sobre 800 espècies noves de plantes, ja que Jamaica no havia estat visitada encara per cap botànic. També introduí el costum de beure xocolata amb llet a Europa i dona el seu nom a la plaça Sloane Square de Londres i Sir Hans Slone Square del seu lloc de naixement a Killyleagh.
A la seva mort va oferir els seus llibres, manuscrits i curiositats al seu país per vint mil lliures esterlines i aquesta col·lecció va ser la que va constituir el nucli que va donar vida al British Museum.

### Beguda de xocolata

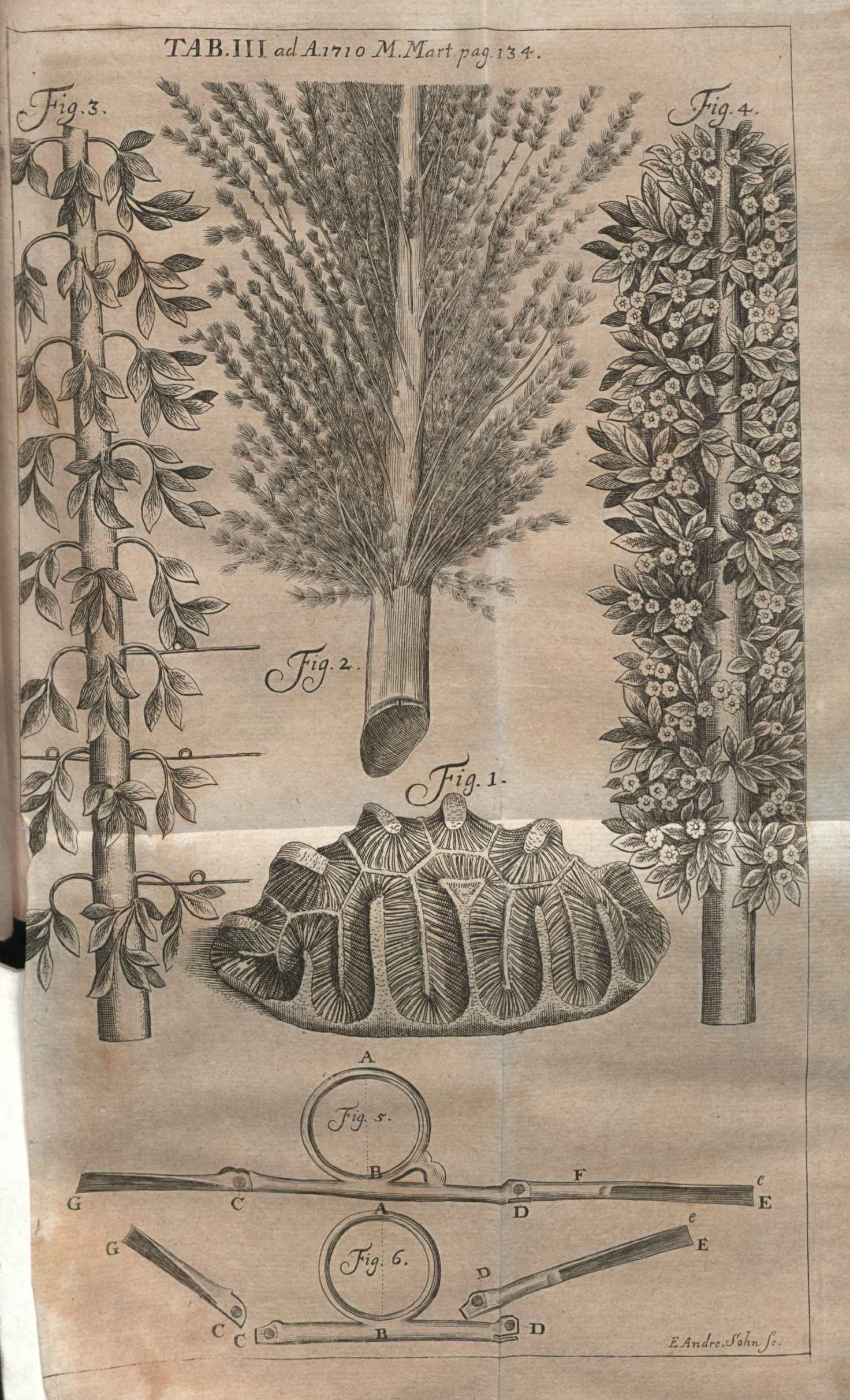
Illustració de A voyage to the islands Madera, Barbados, Nieves, S. Christophers and Jamaica (Acta Eruditorum, 1710)

Sloane es va trobar amb el cacau durant la seva estada a Jamaica, on es bevia dissolt amb aigua i a Sloane no li agradava d'aquesta forma. Barrejat amb llet li va semblar més plaent. A Anglaterra inicialment la xocolata amb llet només l'elaboraven i venien els apotecaris com si fos una medicina, va ser cap al segle xix quan Cadbury Brothers van comercialitzar la beguda de xocolata amb llet.

### Com a metge
Va ser el metge de tres sobirans successivament: la reina Anna, Jordi I i Jordi II. El 1716, Sloane va ser fet baronet, essent el primer metge a rebre aquest títol hereditari. El 1727 succeí a Sir Isaac Newton com a president de la Royal Society; Va fundar el Foundling Hospital, la primera institució britànica per a tenir cura dels infants abandonats.